# Glenn Morris
Glenn Edward Morris (Simla, Colorado 18 de junio de 1912-Palo Alto, California 31 de enero de 1974) fue un atleta estadounidense que compitió en la disciplina del decatlón. Consiguió la medalla de oro en los Juegos Olímpicos de Berlín 1936. Ganó el premio James E. Sullivan, en el mismo año, al mejor atleta aficionado de los Estados Unidos.

## Biografía
Nacido en 1912 en un pequeño pueblo cercano a Denver (Colorado), fue el segundo de siete hermanos, dentro de una familia dedicada a la cría de caballos. Asistió al instituto de su localidad, donde practicó baloncesto, fútbol americano y atletismo, especialidad en la que destacó logrando un récord que se mantendría durante 40 años en las 220 yardas vallas. En el otoño de 1930 se matriculó en el Colorado Agricultural College, hoy conocido como Colorado State University, donde jugó durante cuatro años en el equipo de fútbol americano, siendo elegido en 1934 y 1935 en el mejor equipo de su conferencia. Compitió también en atletismo, en vallas, siendo el mejor de su conferencia. consideró la posibilidad de competir en decatlón tras ver las Olimpiadas de Los Ángeles de 1932.
En 1936, en las pruebas de selección para los Juegos Olímpicos de Berlín, consiguió 7.880 puntos, récord del mundo, lo que hizo que fuera indiscutiblemente incluido en el equipo que participaría en unos juegos marcados por la llegada al poder en Alemania de Hitler, a pesar de que era únicamente su segundo decatlón disputado en su vida.
En Berlín lograría la medalla de oro, consiguiendo 7.900 puntos, un nuevo Récord del Mundo de atletismo, que se mantuvo durante 14 años, hasta ser superado por Bob Mathias en 1950.

### Marcas del récord del mundo
| Disciplina              | Marca  |
| 100 metros lisos        | 11' 1  |
| salto de longitud       | 6,97   |
| salto de altura         | 2,04   |
| lanzamiento de peso     | 14,09  |
| 400 metros lisos        | 49,4   |
| 110 metros vallas       | 14,9   |
| lanzamiento de disco    | 36,1   |
| salto con pértiga       | 3,85   |
| lanzamiento de jabalina | 54,70  |
| 1500 metros lisos       | 4:33:2 |

### Polémica
Durante las Olimpiadas, tuvo un romance con la periodista alemana Leni Riefenstahl. Tras ganar la medalla de oro, rasgó su camisa y besó sus pechos, ante más de 100.000 espectadores.

### Actor
Fue elegido para suceder a Bruce Bennett para interpretar el papel de Tarzán en la gran pantalla, actuando en 1938 en la película Tarzan's Revenge, producida por la 20th Century Fox, y que fue un fracaso en taquilla, por lo que no volvió a ser llamado para interpretar dicho papel, y terminando prematuramente su carrera como actor.